# Kirbach

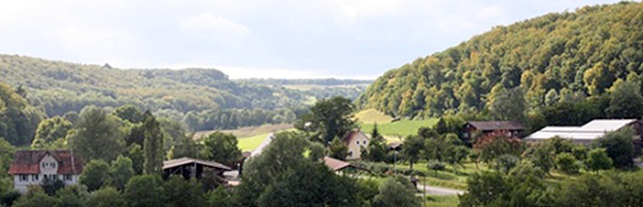
Kirbachtal westlich vom Kirbachhof

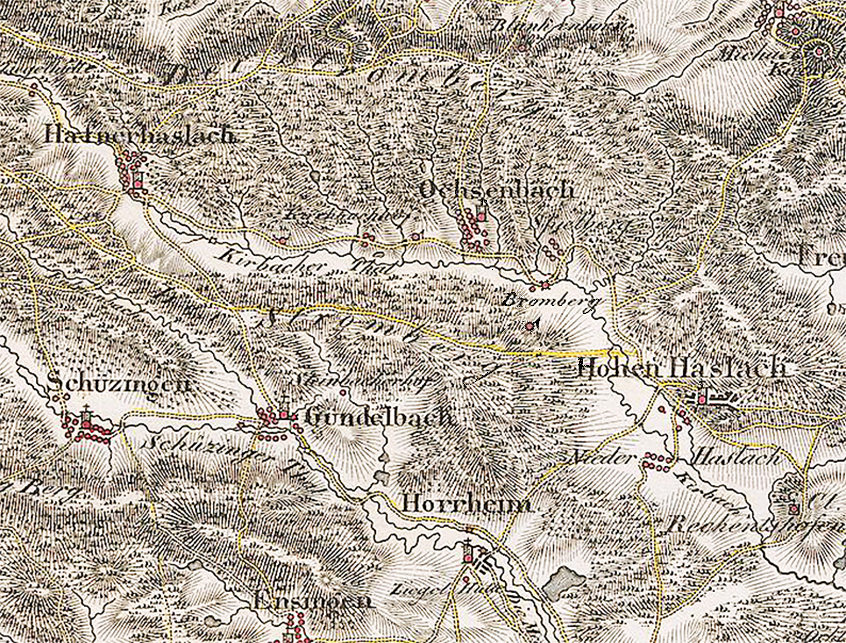
Kirbachtal auf der Charte von Schwaben um 1808

Der Kirbach – gelegentlich auch Kirrbach, Kirchbach und im Oberlauf Krebsbach genannt – ist ein über 20 km langer Bach im nördlichen Stromberg in Baden-Württemberg, der  in Sachsenheim im Landkreis Ludwigsburg von links und Norden in die untere Metter mündet.

## Geographie

### Verlauf
Der Kirbach kommt nach Länge und Einzugsgebiet der Metter am Zusammenfluss recht nahe. Der kleine Fluss verläuft fast vollständig auf der Markung von Sachsenheim und durchzieht die Ortsteile der Gemeinde. Nach seinem Ursprung im Bergwald des nordwestlichen Strombergs fließt er in östliche bis südlichen Richtungen, durchquert die fünf Kirbachtal-Orte Häfnerhaslach, Kirbachhof, Ochsenbach, Spielberg und Hohenhaslach und mündet am Westrand der Orte Groß- und Kleinsachsenheim in die Metter, die weiter zur Enz und zum Neckar fließt.
Das Kirbachtal ist neben denen von Metter und Schmie das nördlichste der drei großen Täler, die den Stromberg gliedern. Die Landschaft des Kirbachtals ist geprägt durch Wald, der sich noch am Mittellauf teilweise bis an den Rand der schmalen Talaue herunterzieht, und durch Weinberge an einigen sonnenexponierten Südhängen.

### Zuflüsse und Stillgewässer
Hierarchische Liste der Zuflüsse und  Seen von der Quelle zur Mündung. Gewässerlängen, Seeflächen, Einzugsgebiete, Höhen nach den Kartendiensten der LUBW. Andere Quellen für die Angaben sind vermerkt.
Quelle des Krebsbach genannten Oberlaufs des Kirbachs auf unter 390 m ü. NHN etwa 1,7 km östlich der Ortsmitte von Sternenfels auf der Waldgemarkung von Zaberfeld-Leonbronn im westlichen Stromberg. Der Krebsbach fließt die ersten etwa 0,2 km südsüdwestlich.
- (Unbeständiger Zufluss), von rechts und Westnordwesten auf unter 380 m ü. NHN aus der und am Rande der Gemarkung von Sternenfels, unter 0,2 km.[9] Hier kehrt sich der Krebsbach nach links in die Zuflussrichtung dieses Nebenbachs auf Ostsüdostkurs, den er dann für den längsten Teil seines Laufes beibehält.
- Streitwiesenbächle, von rechts und Westen auf etwa 315 m ü. NHN nach dem Waldaustritt schon auf der Gemarkung von Sachsenheim und dem Durchlaufen des Oberen Tals wenig vor den ersten Weinbergen am linken Hang, ca. 1,7 km.[9] Entsteht auf etwa 405 m ü. NHN an einem Waldwegedreieck im Eberhardswald.
- (Bach aus der Etschklinge), von rechts und Westen auf unter 310 m ü. NHN gegenüber dem mittleren Oberen Berg (Weinberghang), 1,2 km und 0,5 km². Entsteht auf etwa 385 m ü. NHN dicht am Rennweg auf dem rechten Kamm.
- (Hangmuldenbach), von rechts und Südwesten auf etwas über 305 m ü. NHN gegenüber dem östlichen Oberen Berg,  0,7 km. Entsteht auf etwa 355 m ü. NHN im unteren Heuberg-Wald.
- (Hangbach), von rechts und Südwesten gleich nach dem vorigen auf etwa 305 m ü. NHN fast schon gegenüber dem Sachsenheimer Dorf Häfnerhaslach, ca. 0,4 km.[9] Entsteht unterm Waldrand auf etwa 330 m ü. NHN.
- Selterbach, von links und Nordnordosten auf etwa 300 m ü. NHN an der Brücke der Gündelbacher Straße (K 1644) von Häfnerhaslach, 1,6 km und 1,7 km². Im Ort verrohrt. Entsteht auf etwa 410 m ü. NHN am Westhang des bewaldeten Schlierkopfs (449,6 m ü. NHN[10]).
  - (Waldzufluss), von links und Westen auf etwa 350 m ü. NHN, ca. 0,4 km.[9] Entsteht am Südwesthang des Schlierkopfes auf etwa 405 m ü. NHN.
  - Güglinger Weggraben, von rechts auf etwa 340 m ü. NHN fast schon am Waldrand, ca. 0,9 km.[9] Entsteht auf etwa 410 m ü. NHN nördlich des Schlierkopfes, fast parallel zu diesem und länger als der Selterbach-Oberlauf bis hierher.
    -  Durchläuft auf über 390 m ü. NHN einen Waldweiher, unter 0,1 ha.

  - (Bach aus der Riesenklinge), von rechts und Nordwesten auf 312 m ü. NHN[4] am nördlichen Ortsrand von Häfnerhaslach, 1,3 km. Entsteht auf etwa 390 m ü. NHN.
    - (Anderer Quellast), von rechts auf unter 350 m ü. NHN noch im Wald, ca. 0,5 km.[9] Entsteht auf über 380 m ü. NHN.

  - Schinderwasengraben, von rechts und Nordosten auf etwa 310 m ü. NHN am nördlichen Ortsrand von Häfnerhaslach, 1,0 km und über 0,2 km². Entsteht auf etwa 405 m ü. NHN am Südabhang des Schlierkopfes.
- (Unbeständiger Grabenzufluss), von rechts und Westsüdwesten auf unter 295 m ü. NHN an der Feldwegbrücke beim Häfnerhaslacher Friedhof, ca. 0,9 km. Entsteht auf etwa 365 m ü. NHN über einer Serpentine der K 1644.
- (Bach aus der Schwarzköpflesklinge), von rechts und Südwesten auf unter 290 m ü. NHN gegenüber dem Unteren Berg (Weinberghang) östlich von Häfnerhaslach, ca. 0,4 km.[9] Entsteht auf über 320 m ü. NHN.
  -  Speist schon in der Aue zwei Weiher, zusammen 0,3 ha.
- Vorderes Rohrbächle, von links auf unter 280 m ü. NHN nach der Talverengung kurz nach der Ortsteilsmarkungsgrenze Häfnerhaslach/Ochsenbach, 1,9 km und 1,2 km². Entsteht im Wald südöstlich des Schlierkopfes am Breiten Weg auf etwa 370 m ü. NHN. Am Zufluss des Vorderen Rohrbächles endet der 7,2 km lange Gewässerabschnitt, auf dem der Bach Krebsbach heißt, ab nun heißt er für seine restlichen 13,3 km Kirbach, der nun östlich fließt.
  - (Waldzufluss), von rechts und Westen auf unter 330 m ü. NHN, ca. 0,5 km.[9]
    -  Ist Abfluss des Heiligenbergsees auf etwa 375 m ü. NHN, der auf dem Sporn des Heiligenbergs über dem Häfnerhaslacher Weinberghang Mittlerer Berg liegt, 1,7 ha.

  - (Waldklingenzufluss), von links und Norden auf unter 310 m ü. NHN, ca. 0,4 km.[9]  Entsteht auf etwa 350 m ü. NHN im Waldgewann Baieracker.
  -  Weiher links am Lauf schon in der Kirbach-Aue, 0,2 ha.
- Weiher rechts des Laufs auf unter 270 m ü. NHN gegenüber dem Kirbachhof, unter 0,1 ha.
- Hinteres Rohrbächle, von links und Nordwesten auf 265,8 m ü. NHN[4] beim Kirbachhof, 3,5 km und 2,9 km². Entsteht auf unter 390 m ü. NHN im  Bauernwald.
  -  Weiher wenige Meter rechts des untersten Laufs auf unter 270 m ü. NHN am Kirbachhof, unter 0,1 ha, der zum Rohrbächle entwässert.
- Kibannelessee wenig abwärts links neben dem Kirbach, unter 0,2 ha. Schloßteich eines heute nicht mehr bestehenden Jagdschlosses.
- Heimentälesbach, von links und Nord-Nordwesten auf unter 265 m ü. NHN auf Höhe des Weinbergs Rudersberg, 2,4 km. Quelle unterm Brand auf über 350 m ü. NHN.
- Mollbach, von rechts fast gegenüber, 0,7 km und unter 0,4 km². Quelle auf unter 330 m ü. NHN in einer Klinge zwischen den Gewannen Tiergarten und Großer Bromberg.
- Ochsenbach, von links und Nordnordwesten auf 256,3 m ü. NHN[4], 3,3 km und 2,6 km². Entsteht in einer Waldklinge im Salenhau auf etwa 380 m ü. NHN und passiert am Unterlauf das Dorf Ochsenbach an dessen Westrand.
  - (Waldbach aus der Büchelesbrunnenklinge), von links und Nordosten auf unter 330 m ü. NHN, 1,0 km. Entsteht auf etwa 410 m ü. NHN wenig unterhalb des linken Kamms zum Zabertal.
  - (Waldklingenzulauf vom Kalten Brunnen), von rechts und Osten auf etwa 300 m ü. NHN an der Flurgrenze, ca. 0,4 km.[9] Die Quelle liegt fast auf 350 m ü. NHN.
- → (Abgang des Kanals zur Brombergmühle), von rechts gleich nach dem vorigen.
- (Waldbach), von rechts und Südsüdwesten auf etwa 255 m ü. NHN in den Mühlkanal, ca. 0,6 km. Entsteht auf etwa 300 m ü. NHN im Großen Bromberg, dem unteren nördlichen Hang des Baiselsbergs (476,6 m ü. NHN[10]).
- Tannenbrunnenbächle, im Oberlauf bis zur Waldgrenze auch Aschbach[11], von links und Norden auf über 250 m ü. NHN in den Kirbach selbst, 3,1 km. Entsteht etwas westlich des Scheiterhäules (472 m ü. NHN[10]) auf etwa 430 m ü. NHN an einem Waldwegedreieck. Der Unterlauf begrenzt das Dorf Ochsenbach im Osten.
- (Bach aus der Meisenklinge), von links und Norden auf 249,5 m ü. NHN[4] in den Kirbach selbst, 1,6 km. Entsteht auf über 400 m ü. NHN im unteren Steinehau.
- ← (Rücklauf des Kanals zur Brombergmühle) (Wohnplatz Bromberg von Sachsenheim), von rechts auf über 245 m ü. NHN gegenüber dem Sachsenheimer Dorf Spielberg, 1,5 km. Zwischen diesem Rücklauf und dem folgenden Zufluss dreht der Kirbach auf Südostlauf.
- Schippbach, von links und Nordosten auf unter 241,6 m ü. NHN[10] an der ehemaligen Schippenmühle, 3,0 km und 3,7 km². Entsteht nordöstlich des Großen Saukopfs auf etwa 395 m ü. NHN im Wald.
  - (Bach aus der Wolfsklinge), von rechts und Nordwesten auf unter 320 m ü. NHN noch im Wald, 0,5 km. Entsteht am Wolfsstein auf über 370 m ü. NHN.
  - (Bach aus dem Gewann Gauchsbrunnen), von links und Osten auf unter 280 m ü. NHN gegenüber dem nun ebenfalls offenen rechten Talhang, 0,8 km. Höchste Quelle auf etwa 370 m ü. NHN an der Südseite des Großen Saukopfes.
- Kelterlesbächle, von rechts und Westen auf über 230 m ü. NHN gegenüber dem nördlichen Hohenhaslach, 1,2 km. Entsteht auf unter 350 m ü. NHN am Osthang des Baiselsbergs über dem Wohnplatz Kelterle. Entsteht auf etwa 415 m ü. NHN in einer Kerbe am Südosthang des Baiselsbergs, 0,7 km. Etwas länger als der Kelterlesbach-Namensoberlauf.
- (Unbeständiger Zulauf), von rechts und Westen auf unter 225 m ü. NHN an der Straßenbrücke der K 1638 nach Sersheim, 2,3 km.[9] Entsteht auf etwa 335 m ü. NHN im Wald südlich der Klosterruine Baiselsberg. Begleitet in der Flur meist Wege.
- Katzenbachgraben, von links und Nordosten auf 218,1 m ü. NHN[4] am Bühlwäldle, 2,6 km. Entläuft auf etwa 258 m ü. NHN einem kleinen Sumpf im Großholz.
  - (Auenentwässerungsgraben), von rechts und Nordwesten wenige Schritt vor der Mündung, 1,1 km. Entsteht im Bühl in der weiten flachen Aue links des Kirbachs nahe bei Hohenhaslach.
    -  Durchläuft im Sulz einen Auensee, 2,1 ha.
- (Unbeständiger Zulauf), von rechts und Westen gleich nach dem vorigen gegenüber der Domäne Rechentshofen, 2,8 km.[9] Entsteht auf etwa 285 m ü. NHN am Rande des Schatts zum Wald.
- Schlankenbächle, von links und Nordosten auf 211,7 m ü. NHN[10] bei einer Aussiedlerhofgruppe im Langmantel, 3,4 km und 3,8 km². Entsteht auf etwa 265 m ü. NHN im Wald zwischen den Gewannen Großholz und Bruch. Nach diesem Zufluss läuft der Kirrbach in Talmäandern südwärts.
  -  Durchläuft auf etwa 250 m ü. NHN und 245 m ü. NHN zwei Weiher im Großholz, 0,1 ha und 0,2 ha.
  -  Durchläuft im Unterlauf nach dem Waldaustritt im Schlankentäle auf etwa 230–220 m ü. NHN die Rechentshofener Weiher, eine 6-gliedrige Weiherkette, zusammen 3,7 ha.

Mündung des Kirbachs von links und zuletzt Nordwesten auf 201,3 m ü. NHN gegenüber von Großsachsenheim in die hier ostwärts laufende Metter. Der Kirbach ist hier auf seinem Namensabschnitt 13,3 km, mit seinem Oberlauf Krebsbach zusammen 20,5 km lang und hat ein Einzugsgebiet von 50,8 km².